# Olympische Winterspiele 1936/Teilnehmer (Italien)
Italien nahm an den IV. Olympischen Winterspielen 1936 in Garmisch-Partenkirchen mit einer Delegation von 40 Athleten (35 Männer und fünf Frauen) teil. Italien gewann keine Medaillen.

## Teilnehmer nach Sportarten

### Bobsport(10)
| Bob   | Sportler                     | Disziplin | Fahrt 1 | Fahrt 1 | Fahrt 2 | Fahrt 2 | Fahrt 3 | Fahrt 3 | Fahrt 4 | Fahrt 4 | Insgesamt | Insgesamt |
| Bob   | Sportler                     | Disziplin | Zeit    | Rang    | Zeit    | Rang    | Zeit    | Rang    | Zeit    | Rang    | Zeit      | Rang      |
| ----- | ---------------------------- | --------- | ------- | ------- | ------- | ------- | ------- | ------- | ------- | ------- | --------- | --------- |
| ITA-1 | Antonio Brivio Carlo Solveni | Zweierbob | 1:33.38 | 19      | 1:27.85 | 18      | 1:25.78 | 5       | 1:24.20 | 9       | 5:51.21   | 12        |
| ITA-2 | Edgardo Vaghi Dario Poggi    | Zweierbob | 1:30.03 | 10      | 1:25.66 | 13      | 1:29.04 | 11      | 1:26.29 | 14      | 5:51.02   | 11        |

| Bob   | Sportler                                                               | Disziplin | Fahrt 1 | Fahrt 1 | Fahrt 2 | Fahrt 2 | Fahrt 3 | Fahrt 3 | Fahrt 4 | Fahrt 4 | Insgesamt | Insgesamt |
| Bob   | Sportler                                                               | Disziplin | Zeit    | Rang    | Zeit    | Rang    | Zeit    | Rang    | Zeit    | Rang    | Zeit      | Rang      |
| ----- | ---------------------------------------------------------------------- | --------- | ------- | ------- | ------- | ------- | ------- | ------- | ------- | ------- | --------- | --------- |
| ITA-1 | Antonio Brivio Carlo Solveni Emilio Dell’Oro Raffaele Manardi          | Viererbob | 1:26.96 | 12      | 1:22.46 | 7       | 1:20.98 | 6       | 1:20.67 | 7       | 5:31.07   | 10        |
| ITA-2 | Francesco De Zanna Ernesto Franceschi Uberto Gillarduzzi Amedeo Angeli | Viererbob | 1:23.02 | 5       | DNF     | –       | –       | –       | –       | –       | DNF       | –         |

### Eishockey(10)
Italien schied in der Vorrunde nach einem Sieg und zwei Niederlagen aus und belegte Platz 11 in der Abschlussplatzierung.
Männer (Platz 11)
- Gianmario Baroni
- Ignazio Dionisi
- Augusto Gerosa
- Mario Maiocchi
- Camillo Mussi
- Franco Rossi
- Giovanni Scotti
- Decio Trovati
- Luigi Zucchini
- Mario Zucchini

### Eiskunstlauf(2)
Paarlauf
| Sportler                      | Punkte | Bewertung | Platz |
| ----------------------------- | ------ | --------- | ----- |
| Anna Cattaneo Ercole Cattaneo | 93     | 9.1       | 9     |

### Langlauf(8)
Männer
| Disziplin | Sportler            | Lauf    | Lauf |
| Disziplin | Sportler            | Zeit    | Rang |
| --------- | ------------------- | ------- | ---- |
| 18 km     | Raffaele Nasi       | 1:32:12 | 52   |
| 18 km     | Giulio Gerardi      | 1:21:25 | 19   |
| 18 km     | Severino Menardi    | 1:20:34 | 16   |
| 18 km     | Vincenzo Demetz     | 1:20:06 | 13   |
| 50 km     | Giacomo Scalet      | 4:01:54 | 22   |
| 50 km     | Tobia Senoner       | 3:57:16 | 17   |
| 50 km     | Vincenzo Demetz     | 3:56:47 | 16   |
| 50 km     | Giovanni Kasebacher | 3:53:08 | 13   |

4 × 10 km Staffel
| Sportler                                                            | Lauf    | Lauf |
| Sportler                                                            | Zeit    | Rang |
| ------------------------------------------------------------------- | ------- | ---- |
| Giulio Gerardi Severino Menardi Vincenzo Demetz Giovanni Kasebacher | 2:50:05 | 4    |

### Nordische Kombination(2)
| Sportler         | Disziplin | Skilanglauf | Skilanglauf | Skilanglauf | Skispringen | Skispringen | Skispringen   | Skispringen | Insgesamt | Insgesamt |
| Sportler         | Disziplin | Zeit        | Punkte      | Rang        | Distanz 1   | Distanz 2   | Punkte gesamt | Rang        | Punkte    | Rang      |
| ---------------- | --------- | ----------- | ----------- | ----------- | ----------- | ----------- | ------------- | ----------- | --------- | --------- |
| Andrea Vuerich   | Einzel    | 1:25:01     | 186,7       | 14          | DNS         | –           | –             | –           | DNF       | –         |
| Severino Menardi | Einzel    | 1:20:34     | 211,0       | 5           | 37,5        | 40,0        | 157,3         | 40          | 368,3     | 20        |

### Ski alpin(8)
Männer
| Sportler            | Disziplin          | Abfahrt | Abfahrt | Slalom         | Slalom         | Slalom | Insgesamt    | Insgesamt |
| Sportler            | Disziplin          | Zeit    | Rang    | Zeit 1         | Zeit 2         | Rang   | Gesamtpunkte | Rang      |
| ------------------- | ------------------ | ------- | ------- | -------------- | -------------- | ------ | ------------ | --------- |
| Rolando Zanni       | Alpine Kombination | DNF     | –       | –              | –              | –      | DNF          | –         |
| Adriano Guarnieri   | Alpine Kombination | 5:26,4  | 13      | 1:28,5 (+0:06) | 1:50,1 (+0:06) | 25     | 80,94        | 17        |
| Vittorio Chierroni  | Alpine Kombination | 5:20,0  | 12      | 1:33,4         | 1:50,8 (+0:12) | 27     | 80,80        | 18        |
| Giacinto Sertorelli | Alpine Kombination | 5:05,0  | 9       | 1:19,3         | 1:30,1         | 7      | 90,39        | 7         |

Frauen
| Sportlerin       | Disziplin          | Abfahrt | Abfahrt | Slalom | Slalom         | Slalom | Insgesamt    | Insgesamt |
| Sportlerin       | Disziplin          | Zeit    | Rang    | Zeit 1 | Zeit 2         | Rang   | Gesamtpunkte | Rang      |
| ---------------- | ------------------ | ------- | ------- | ------ | -------------- | ------ | ------------ | --------- |
| Iseline Crivelli | Alpine Kombination | 7:24,4  | 27      | 2:04,0 | DSQ            | –      | DNF          | –         |
| Nives Dei Rossi  | Alpine Kombination | 7:03,2  | 24      | 1:51,8 | 2:04,3 (+0:06) | 22     | 66,06        | 24        |
| Frida Clara      | Alpine Kombination | 6:16.8  | 16      | 1:38,1 | 1:35,1         | 9      | 77,17        | 12        |
| Paula Wiesinger  | Alpine Kombination | 5:55,2  | 10      | 1:54,4 | 2:07,8 (+0:12) | 24     | 72,19        | 16        |

### Skispringen(2)
| Sportler     | Disziplin     | Sprung 1 | Sprung 1 | Sprung 1 | Sprung 2 | Sprung 2 | Sprung 2 | Insgesamt | Insgesamt |
| Sportler     | Disziplin     | Distanz  | Punkte   | Rang     | Distanz  | Punkte   | Rang     | Punkte    | Rang      |
| ------------ | ------------- | -------- | -------- | -------- | -------- | -------- | -------- | --------- | --------- |
| Mario Bonomo | Normalschanze | DNS      | –        | –        | –        | –        | –        | DNF       | –         |
| Bruno Da Col | Normalschanze | 59,0     | 87,8     | 39       | 61,0     | 91,8     | 36       | 179,6     | 37        |